# C1W (Kernreaktor)
C1W war die Bezeichnung eines Kernreaktors, der von der United States Navy zur Energiegewinnung und für den nukleargetriebenen Antrieb auf Kreuzern verwendet wurde. Bei dem Reaktor handelte es sich wie bei allen von der Navy eingesetzten um Druckwasserreaktoren.

## Bezeichnung
Das Kürzel C1W steht für:
- C = Cruiser (Kreuzer)
- 1 = Erste Generation
- W = Westinghouse; war der Hauptkontraktinhaber für die Konstruktion des Reaktors.

## Allgemeines
Der Kernreaktor wurde ausschließlich beim Lenkwaffenkreuzer Long Beach eingesetzt. Es handelte sich dabei um die ersten atomgetriebenen Kreuzer der US Navy. Der C1W war der einzige Atomreaktor mit zwei Getriebeturbinen. Die nachfolgenden atomgetriebenen Kreuzer wurden mit einer Klasse-„D“-Reaktor (D = Destroyer) angetrieben.
Die USS Long Beach wurde im September 1961 in Dienst gestellt und im Mai 1995 ausgemustert.